# Демередж (деньги)
Демередж — это стоимость, связанная с владением или хранением валюты в течение определенного периода. Иногда его называют балансовой стоимостью денег. Для товарных денег, таких как золото, демередж — это стоимость хранения и защиты золота. Что касается бумажных денег, они могут принимать форму периодического налога, такого как гербовый сбор, на валютные запасы. Демередж иногда называют экономически выгодным, обычно в контексте дополнительных валютных систем.

## Теория
Хотя демередж является естественной чертой частных товарных денег, он в разное время был преднамеренно включен в валютные системы как сдерживающий фактор для накопления денег и для более эффективного распределения капитала в обществе. В частности, для долгосрочного инвестиционного финансирования это влияет на динамику расчетов чистой приведенной стоимости (NPV). Демередж в валютной системе снижает ставки дисконтирования и, таким образом, увеличивает текущую стоимость долгосрочных инвестиций и, таким образом, дает стимул для таких инвестиций.
В отличие от инфляции, демередж постепенно уменьшает только ценность имеющейся валюты: он функционирует как отрицательный процент (налог) на валюту, удерживаемый по сравнению с инфляцией, что также снижает стоимость сберегательных или пенсионных фондов и повышает ИПЦ. Положительная процентная ставка является субсидией. Как инфляция, так и демередж уменьшают покупательную способность денег, удерживаемых с течением времени, но демерредж делает это за счет фиксированных регулярных сборов, в то время как инфляция делает это различными способами. Инфляция, конечно, не всегда везде является денежным явлением. Инфляцию не всегда легко предсказать, и она не остается неизменной во времени, но уровень демереджа устанавливается правительством.
Закон Грешама о том, что «плохие деньги вытесняют хорошие», предполагает, что плата за демередж будет означать, что валюта будет страдать от более быстрого обращения, чем конкурирующие формы валюты. Это привело к тому, что некоторые, такие как немецко-аргентинский экономист Сильвио Гезелль, предложили демередж как средство увеличения как скорости обращения денег, так и общей экономической активности.
"Только деньги, которые устаревают как газета, гниют как картофель, ржавеют как железо, испаряются как эфир, способны выдержать испытание в качестве инструмента обмена картофеля, газет, железа и эфира. За такие деньги не предпочитают товары ни покупатель, ни продавец. Затем мы расстаемся с нашими товарами ради денег только потому, что нам нужны деньги как средство обмена, а не потому, что мы ожидаем выгоды от обладания деньгами. Поэтому мы должны сделать деньги хуже как товар, если мы хотим сделать их лучше как средство обмена ".
— Сильвио Гезелл, «Естественный экономический порядок»
С другой стороны, влиятельный британский экономист Джон Мейнард Кейнс утверждал, что от предлагаемых Гезеллом платежей за демередж можно было бы избежать использования более ликвидных конкурирующих форм денег и что поэтому инфляция была предпочтительным методом для достижения экономического стимулирования.

## История
С 1932 по 1934 год в австрийском городе Вёргль была успешно опробована местная валюта, взимаемая за демерредж, в качестве налога, взимаемого в пользу безработных, до тех пор, пока центральный банк Австрии не остановил эксперимент. Аналогичным образом, в 1936 году правительство во главе с Общественной кредитной партией в Альберте, Канада, ввело свидетельства о процветании в попытке смягчить последствия Великой депрессии, при этом владельцы должны прикрепить к оборотной стороне сертификата печать в 1 цент перед концом каждой недели, для сертификата, чтобы сохранить его действительность. Локальные системы сценариев, многие из которых включали плату за демередж, также использовались в Соединенных Штатах во время Великой депрессии. В Конгресс был внесен законопроект Бэнкхеда-Петтенгилла от 17 февраля 1933 года, чтобы институционализировать такую систему на национальном уровне в рамках казначейства США, как указано в книге Ирвинга Фишера «Штамп».
Бернард Лиетер также документирует в своей книге «Mysterium Geld» использование демериджевых валютных систем в брактеатных системах высокого средневековья Европы и древних египетских квитанциях для хранения зерна — и приписывает этим валютным системам процветание этих обществ. Одним из ярких примеров демереджа является основатель Бранденбургской марки Альбрехт Медведь.
В более ранних реальных экспериментах было продемонстрировано, что демередж на деньги значительно увеличивает скорость обращения денег, даже стимулируя людей платить свои налоги заранее.
Предложенная Кейнсом политика крупных центробанков в отношении пост-Второй мировой войны, направленная на устойчивую монетарную инфляцию, находилась под влиянием идеи Гезелла о демередже валюты, но использовала инфляцию денежной массы, а не комиссионные, чтобы увеличить скорость обращения денег и попытаться увеличить экономику.

## Доходы от системы
В некоторых случаях плата за демередж взимается каким-то центральным органом и вносится в фонд. Применение этого фонда широко варьируется как в исторических, так и в предлагаемых системах. В некоторых случаях он используется для оплаты расходов по администрированию налога. Если рассматриваемая валюта находится в ведении правительства, плата за демередж может внести вклад в общие налоговые поступления.
В системах взаимного кредитования все положительные счета или счета с кредитным порогом списываются с платы за демередж, если нет торговли (покупки) по истечении определенного периода (например, через месяц или год после последней покупки). Как правило, комиссия начисляется на счет администратора и, таким образом, добавляется к общему кредитному пулу.

## Актуальные примеры
Исламская система закят является формой демереджа. Он применяется к неиспользованным активам на ежегодной основе по ставке, определяемой характером актива. Например, для наличных денег и золота ставка составляет 2,5 % годовых.
Кимгауэр является региональной валютой сообщества в части Баварии, использующей систему демереджа.
Freicoin — это криптовалюта, при которой демередж взимается примерно в 5,00 % годовых.
Проект ZenVow реализует созданную человеком систему глобального базового дохода с использованием зависящей от времени цифровой валюты, которая получается из системы демереджа. Где средняя продолжительность жизни человека в мире используется в качестве продолжительности жизни валют и соответствующей производной скорости сгорания.